# Bodzianske Lúky
Bodzianske Lúky (hongrois : Somody) est un village de Slovaquie situé dans la région de Nitra.

## Histoire
Première mention écrite du village en 1387.

## Démographie

### Évolution de la population
| Année:               | 1994. | 2004.    | 2014.    | 2024.   |
| -------------------- | ----- | -------- | -------- | ------- |
| Nombre de personnes: | 255   | 223      | 191      | 177     |
| Différence:          |       | -12,54 % | -14,34 % | -7,32 % |

| Année:               | 2023. | 2024.   |
| -------------------- | ----- | ------- |
| Nombre de personnes: | 175   | 177     |
| Différence:          |       | +1,14 % |